# Uvarus binaghii
Uvarus binaghii är en skalbaggsart som beskrevs av Pederzani och Annika Sanfilippo 1978. Uvarus binaghii ingår i släktet Uvarus och familjen dykare. Inga underarter finns listade i Catalogue of Life.